# Kunakbàievo
Kunakbàievo (en rus: Кунакбаево) és un poble de Baixkíria, a Rússia, que en el cens del 2010 tenia 108 habitants. Pertany al districte de Iermolàievo.